# Лені Калігіс
Лені Калігіс (нар. 22 квітня 1949) — колишня індонезійська тенісистка.
Здобула 4 одиночні та 11 парних титулів туру ITF.
Найвищим досягненням на турнірах Великого шолома був чвертьфінал в парному розряді.
Завершила кар'єру 1976 року.

## Фінали ITF
| Легенда         |
| --------------- |
| турніри $25,000 |
| турніри $10,000 |

### Одиночний розряд (4–2)
| Результат | Ранг | Дата            | Турнір                 | Покриття | Суперниця          | Рахунок       |
| --------- | ---- | --------------- | ---------------------- | -------- | ------------------ | ------------- |
| Поразка   | 1.   | 11 вересня 1967 | Куала-Лумпур, Малайзія | Тверде   | Літа Льєм Суґіарто | 2–6, 6–4, 5–7 |
| Поразка   | 2.   | 5 січня 1969    | Сідней, Австралія      | Тверде   | Гейл Шанфро        | 0–6, 0–6      |
| Перемога  | 3.   | 29 жовтня 1972  | Джакарта, Індонезія    | Тверде   | Літа Льєм Суґіарто | 7–5, 5–7, 7–5 |
| Перемога  | 4.   | 21 квітня 1974  | Куала-Лумпур, Малайзія | Тверде   | Літа Льєм Суґіарто | 7–5, 3–6, 6–3 |
| Перемога  | 5.   | 22 вересня 1974 | Коломбо, Шрі-Ланка     | Тверде   | Літа Льєм Суґіарто | 7–5, 1–6, 6–1 |
| Перемога  | 6.   | 21 квітня 1975  | Куала-Лумпур, Малайзія | Тверде   | Літа Льєм Суґіарто | 6–2, 6–4      |

### Парний розряд (11–5)
| Результат | Ранг | Дата            | Турнір                 | Покриття | Партнерка          | Суперниці                        | Рахунок       |
| --------- | ---- | --------------- | ---------------------- | -------- | ------------------ | -------------------------------- | ------------- |
| Поразка   | 1.   | 20 квітня 1965  | Семаранг, Індонезія    | Тверде   | Отті Оей           | Літа Льєм Суґіарто Міен Сухаді   | 2–6, 2–6      |
| Поразка   | 2.   | 1 липня 1965    | Джакарта, Індонезія    | Тверде   | Вонні Джоа         | Літа Льєм Суґіарто Міен Сухаді   | 1–6, 3–6      |
| Перемога  | 3.   | 11 вересня 1965 | Коломбо, Шрі-Ланка     | Ґрунт    | Літа Льєм Суґіарто | Дечу Аппая Срія Гунератне        | 6–2, 6–3      |
| Перемога  | 4.   | 6 серпня 1967   | Остенде, Бельгія       | Ґрунт    | Літа Льєм Суґіарто | Монік Бедоре Мішель Кан          | 6–4, 1–6, 6–2 |
| Перемога  | 5.   | 11 вересня 1967 | Куала-Лумпур, Малайзія | Тверде   | Літа Льєм Суґіарто | Міен Сухаді Йоланда Соемарно     | 6–2, 6–0      |
| Перемога  | 6.   | 15 вересня 1968 | Пінанг, Малайзія       | Тверде   | Літа Льєм Суґіарто | Лоаніта Рахман Міен Сухаді       | 6–3, 6–2      |
| Перемога  | 7.   | 1 березня 1971  | Джакарта, Індонезія    | Тверде   | Літа Льєм Суґіарто | Труді Гренман Бетті Стеве        | 6–4, 4–6, 6–4 |
| Поразка   | 8.   | 12 вересня 1971 | Куала-Лумпур, Малайзія | Тверде   | Літа Льєм Суґіарто | Сеселі Флемінґ Лі Док Хі         | 4–6, 6–2, 5–7 |
| Перемога  | 9.   | 10 жовтня 1971  | Гонконг                | Килим    | Літа Льєм Суґіарто | Сеселі Флемінґ Чжан Цзинлін      | 6–2, 6–1      |
| Поразка   | 10.  | 1 серпня 1972   | Гілверсум, Нідерланди  | Ґрунт    | Літа Льєм Суґіарто | Мішель Гердал Бетті Стеве        | 4–6, 0–6      |
| Перемога  | 11.  | 18 вересня 1972 | Сінгапур, Сінгапур     | Тверде   | Літа Льєм Суґіарто | Хідеко Ґото Хатанака Кімійо      | 6–2, 6–1      |
| Поразка   | 12.  | 13 травня 1973  | Штутгарт, Німеччина    | Ґрунт    | Літа Льєм Суґіарто | Крістіна Сандберг Міммі Вікстедт | 6–7, 6–7      |
| Перемога  | 13.  | 21 квітня 1974  | Куала-Лумпур, Малайзія | Тверде   | Літа Льєм Суґіарто | Луїс Реймонд Гвен Стертон        | 6–2, 5–7, 9–7 |
| Перемога  | 14.  | 30 червня 1974  | Герлен, Нідерланди     | Ґрунт    | Літа Льєм Суґіарто | Кармен Переа Сільвія Блюме       | 6–3, 6–4      |
| Перемога  | 15.  | 22 вересня 1974 | Коломбо, Шрі-Ланка     | Тверде   | Літа Льєм Суґіарто | Сьюзен Дас Нірупама Манкад       | 7–5, 1–6, 6–1 |
| Перемога  | 16.  | 21 квітня 1975  | Куала-Лумпур, Малайзія | Тверде   | Літа Льєм Суґіарто | Луїс Реймонд Гвен Стертон        | 6–2, 4–6, 6–3 |

## Grand Slam performance timelines
| W | Ф | ПФ | ЧФ | #Р | КТ | К# | DNQ | A | NH |

### Одиночний розряд
| Турнір                                 | 1968 | 1969 | 1970 | 1971 | 1972 | 1973 | 1974 | 1975 |
| -------------------------------------- | ---- | ---- | ---- | ---- | ---- | ---- | ---- | ---- |
| Відкритий чемпіонат Австралії з тенісу | 3р   | 1р   | 3р   |      |      |      |      |      |
| Відкритий чемпіонат Франції з тенісу   |      | 2р   | LQ   | 1р   | LQ   | 1р   | 1р   | 1р   |
| Вімблдонський турнір                   |      | 1р   | 1р   | 1р   | 1р   | 2р   | 1р   | 2р   |
| Відкритий чемпіонат США з тенісу       |      |      | 1р   | 1р   |      |      |      |      |

### Парний розряд
| Турнір                                 | 1968 | 1969 | 1970 | 1971 | 1972 | 1973 | 1974 | 1975 |
| -------------------------------------- | ---- | ---- | ---- | ---- | ---- | ---- | ---- | ---- |
| Відкритий чемпіонат Австралії з тенісу | 2р   | 1р   | ЧФ   |      |      |      |      |      |
| Відкритий чемпіонат Франції з тенісу   |      | 2р   | 3р   | 2р   | 1р   | 1р   | 2р   |      |
| Вімблдонський турнір                   |      | 2р   | 2р   | ЧФ   | 2р   | 2р   | 2р   | 2р   |
| Відкритий чемпіонат США з тенісу       |      |      | 1р   |      |      |      |      |      |

Партнеркою Калігіс на всіх турнірах Великого шлему була Літа Льєм Суґіарто, за винятком Вімблдону 1974, де вона грала в парі з британкою Пенні Мур.